# ماتشالي (ببر)
ماتشالي (1996 - 18 أغسطس 2016) هي ببر بنغالي عاشت في منتزه رانثامبوري الوطني في الهند. تعتبر أشهر نمر في الهند، وتم الاحتفال بها بألقاب مثل (Queen Mother of Tigers) و(Tigress Queen of Ranthambore) و(Lady of the Lakes و Crocodile Killer). عند وفاتها اعتبرت أقدم النمور في العالم التي تعيش في البرية.